# Faro di Scheveningen
Il Faro di Scheveningen (in olandese Vuurtoren van Scheveningen) è un faro situato a Scheveningen, nei Paesi Bassi. progettato da Quirinus Harder e costruito in ghisa nel 1875. Il faro si trova a 49 metri sul livello del mare, è suddiviso in nove piani ed ha 159 gradini. Appartiene alla municipalità dell'Aia, è provvisto di guardiani e visitabile su richiesta.

## Storia

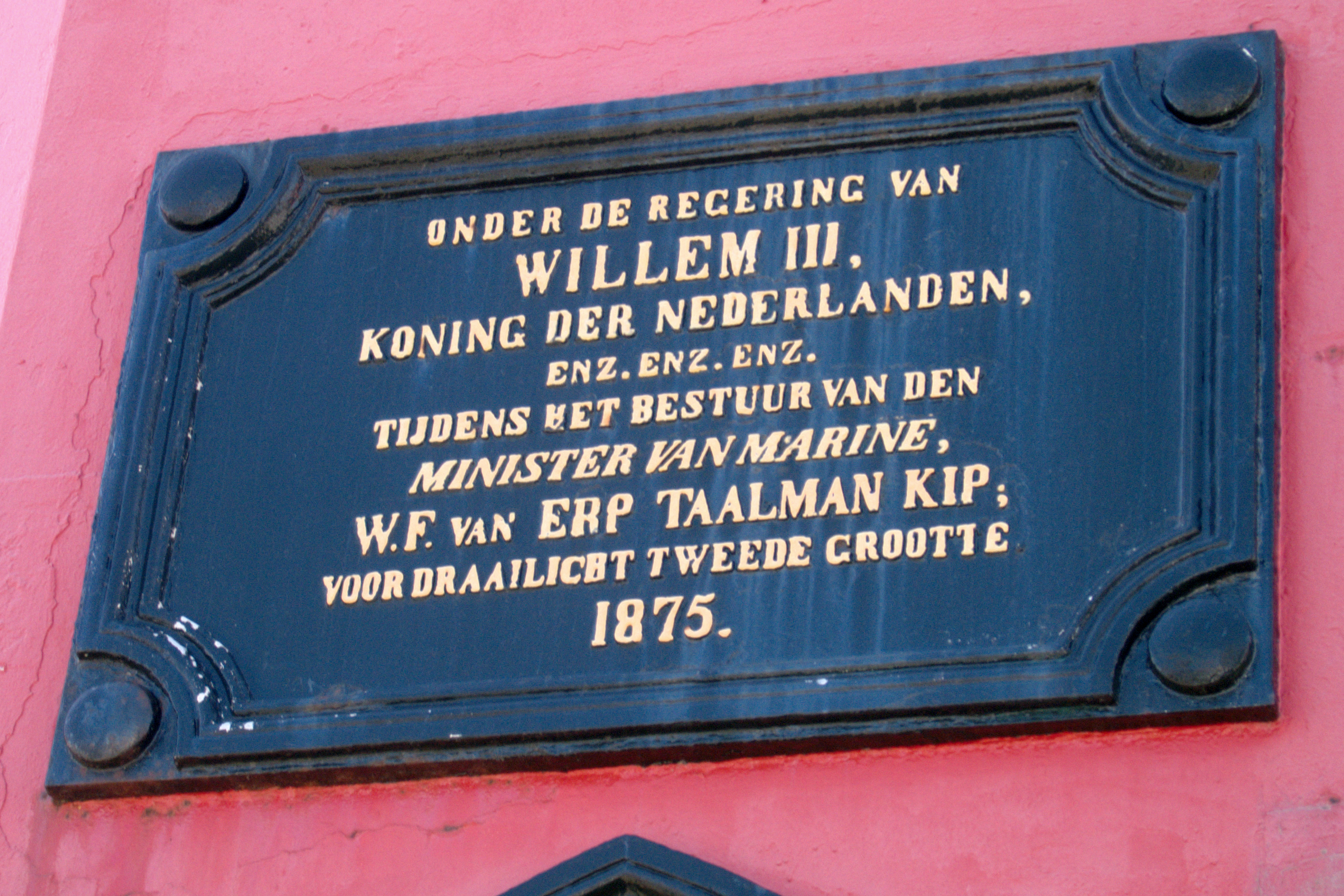
Targa all'ingresso del faro

Nel sedicesimo secolo a Scheveningen era già presente un faro di proprietà della chiesa. La chiesa riceveva soldi da tutte le navi che si affidavano alla guida del faro. Nel 1850 tale faro fu elevato e dotato di una cupola in rame.
Negli anni settanta del diciannovesimo secolo il noto architetto olandese Quirinus Harder ricevette l'incarico di progettarne uno nuovo.
Il faro fu costruito nel 1875, i nove piani comunicano tra loro mediante una scala a chiocciola in ghisa. Al secondo era presente la dimora dei guardiani, dotata di cabine.
Nel 1957 vengono rimosse le cabine dal secondo piano, costruito un belvedere al sesto piano ed ai piedi del faro vengono costruite una casa per il caposquadra e quattro abitazioni per i guardiani del faro.
Originariamente la luce ruotava immersa nel mercurio, tale sistema fu rimpiazzato negli anni sessanta del ventesimo secolo da un sistema elettrico.
Dal 1978 è monumento nazionale protetto (Rijksmonument).